# Cleistopholis glauca
Cleistopholis glauca Pierre ex Engl. & Diels – gatunek rośliny z rodziny flaszowcowatych (Annonaceae Juss.). Występuje naturalnie w Republice Środkowoafrykańskiej, Kamerunie, Gwinei Równikowej, Gabonie, Kongo, Demokratycznej Republice Konga oraz Angoli. 

## Morfologia
PokrójZimozielone drzewo dorastające do 10–35 m wysokości. Kora jest podłużnie spękana.
LiścieMają eliptyczny, odwrotnie lancetowaty lub podłużnie odwrotnie owalny kształt. Mierzą 5–15 cm długości oraz 2–5 cm szerokości. Są prawie skórzaste. Nasada liścia jest klinowa. Wierzchołek jest długo spiczasty. Ogonek liściowy jest nagi i dorasta do 10–20 mm długości.
KwiatyZebrane po 8–9 w podbaldachach. Rozwijają się w kątach pędów. Mają zieloną barwę. Działki kielicha mają trójkątnie owalny kształt i dorastają do 2 mm długości. Płatki zewnętrzne są skórzaste, mają eliptycznie podłużny kształt i osiągają do 10–15 mm długości, natomiast wewnętrzne są owalnie prawie okrągłe i mierzą 2 mm długości. Kwiaty mają około 100 pręcików i 9–13 słupków.
OwocePrawie siedzące, zebrane po 12–21 tworząc owoc zbiorowy. Mają odwrotnie jajowaty kształt. Osiągają 18–30 cm długości i 1–5 cm szerokości.

## Biologia i ekologia
Rośnie w wilgotnych lasach, na brzegach rzek. 

## Zastosowanie
Włóknista kora jest używana do produkcji lin, natomiast jako wywar służy jako lek powodujący wymioty.